# Ville-sur-Cousances
Ville-sur-Cousances är en kommun i departementet Meuse i regionen Grand Est (tidigare regionen Lorraine) i nordöstra Frankrike. Kommunen ligger i kantonen Souilly som tillhör arrondissementet Verdun. År 2022 hade Ville-sur-Cousances 139 invånare.

## Befolkningsutveckling
Antalet invånare i kommunen Ville-sur-Cousances
| Referens: INSEE |